# Marklowice
Marklowice è un comune rurale polacco del distretto di Wodzisław Śląski, nel voivodato della Slesia.
Ricopre una superficie di 13,76 km² e nel 2006 contava 5 116 abitanti.